# OPACIF
Les OPACIF sont les organismes paritaires collecteurs agréés pour le financement du Congé Individuel de Formation. Ils collectent et gèrent les fonds qui sont dédiés à ce dernier mais financent également d’autres congés rattachés à l’individu.

## Rôle
En France, les organismes paritaires collecteurs agréés pour le financement du Congé individuel de formation, abrégés OPACIF, sont des organismes chargés de financer les congés demandés à titre individuel par les salariés. Les OPACIF sont des organismes paritaires collecteurs agréés (OPCA) par l’Etat.
Les OPACIF collectent des fonds destinés au congé individuel de formation (CIF). Ils en gèrent également la mutualisation. 
Outils paritaires régionaux au service de salariés, les FONGECIF (Fonds de Gestion des Congés Individuels de Formation) sont des OPACIF. A titre d’exemple, on peut citer le Fongecif Île-de-France qui est un de ces organismes paritaires régionaux interprofessionnels contribuant au financement des projets de formation des salariés, piloté par des partenaires sociaux représentant à égalité les employeurs et les salariés afin de garantir les intérêts de tous .

## Fonctionnement
Dans le cadre de la formation continue, les OPACIF prennent en charge les congés des salariés au titre du CIF, de la Validation des Acquis de l’Expérience (VAE) ou des Congés Bilans de Compétences (CBC). 
Dès lors que le salarié dispose d’une ancienneté d’un an dans l’entreprise et à sa demande, un OPACIF peut assurer la prise en charge, en partie ou en totalité, des coûts pédagogiques de la formation liés à la réalisation d’une formation se déroulant en dehors du temps de travail (donc sans obligation de congé), selon les mêmes modalités que celles prévues dans le cadre du Congé Individuel de Formation (CIF). Le salarié bénéficie de la législation de la sécurité sociale relative à la protection en matière d’accidents du travail et de maladies professionnelle durant toute la durée de cette formation.
Cette disposition est issue de la loi du 24 novembre 2009 visant à élargir les opportunités d’accès des salariés à des formations dont ils prennent l’initiative, en instaurant une possibilité de prise en charge par les OPACIF des frais pédagogiques de formations réalisées hors temps de travail.
L’article D. 6322-79 du code du travail, créé par le décret du 18 janvier 2010, fixe à 120 heures la durée minimum de la formation ouvrant le droit à une telle prise en charge.
Le taux de prise en charge des salariés demandeurs est variable, selon chaque organisme et leurs priorités.  

## Organisation

### Liste des OPACIF
- FONGECIF (Fonds de Gestion des Congés Individuels de Formation)
- Afdas (Opca et Opacif des branches de la culture, de la communication, des médias et des loisirs)
- AGECIF CAMA (Association de Gestion paritaire du Congé Individuel de Formation du Crédit Agricole et de la Mutualité Agricole)
- FAFSEA (Fonds national d'assurance formation des salariés des exploitations et entreprises agricoles)
- FAF TT (Fonds d'Assurances Formation du Travail Temporaire)
- UNAGECIF (association gestionnaire des Congés Individuels de Formation des personnels des Industries Électriques et Gazières, de la SNCF, de la RATP ou encore de la Banque de France)
- UNIFAF (fonds d'assurance formation de la Branche sanitaire, sociale et médico-sociale)
- UNIFORMATION :
  - Uniformation : entreprises de l'économie sociale (secteurs coopératif, mutualiste, associatif), habitat et lien social, organismes du régime général de Sécurité sociale
  - Uniformation Habitat et lien social : secteurs de l'habitat, de l'accompagnement social, de l'aménagement, de l'urbanisme et du cadre de vie
  - Uniformation service aux organismes du régime général de Sécurité sociale : ensemble des organismes du régime général de Sécurité sociale